# Tetralonioidella himalayana
Tetralonioidella himalayana är en biart som först beskrevs av Charles Thomas Bingham 1897.  Tetralonioidella himalayana ingår i släktet Tetralonioidella och familjen långtungebin. Inga underarter finns listade i Catalogue of Life.